# Liste der Baudenkmäler in Vennhausen
Die Liste der Baudenkmäler in Vennhausen enthält die denkmalgeschützten Bauwerke auf dem Gebiet von Düsseldorf-Vennhausen, Stadtbezirk 8, in Nordrhein-Westfalen. Diese Baudenkmäler sind in der Denkmalliste der Stadt Düsseldorf eingetragen; Grundlage für die Aufnahme ist das Denkmalschutzgesetz Nordrhein-Westfalen (DSchG NRW).

## Baudenkmäler
| Bild | Bezeichnung | Lage                       | Beschreibung | Bauzeit | Eingetragen seit | Denkmal- nummer |
| ---- | ----------- | -------------------------- | ------------ | ------- | ---------------- | --------------- |
|      |             | Vennhauser Allee 172 Karte |              | 1903    | 7. April 1983    | A 338           |
|      |             | Vennhauser Allee 188 Karte |              | 1902    | 23. Januar 1994  | A 1279          |
|      |             | Vennhauser Allee 190 Karte |              | 1908    | 26. Januar 1994  | A 1280          |
|      |             | Vennhauser Allee 192 Karte |              | 1903    | 6. Oktober 1983  | A 445           |